# Malkaridae
Los malkáridos (Malkaridae) son  una familia de arañas araneomorfas, que forman parte de la superfamilia de los mimetoideos (Mimetoidea), junto con los mimétidos.

## Sistemática
Con la información recogida hasta el 31 de diciembre de 2011, Malkaridae cuenta con 4 géneros y 11 especies. De los 4 géneros, Perissopmeros es el más diversificado con 6 especies.
- Carathea Moran, 1986 (Tasmania)
- Chilenodes Platnick & Forster, 1987 (Chile, Argentina)
- Malkara Davies, 1980 (Queensland)
- Perissopmeros Butler, 1929 (Australia)